# Biblioteca județeană „Vasile Voiculescu” din Buzău
Biblioteca județeană „Vasile Voiculescu” Buzău funcționează într-o clădire declarată monument istoric din  municipiului Buzău.
Prima bibliotecă publică din Buzău a fost înființată în 1873 de către Basil Iorgulescu.
Începând cu 2018, instituția s-a mutat provizoriu într-un alt sediu ca urmare a demarării procesului de reabilitare a clădirii.